# Donte Whitner
Donte Demetrius Whitner (* 24. Juli 1985 in Cleveland, Ohio) ist ein ehemaliger US-amerikanischer American-Football-Spieler auf der Position des Strong Safeties. Er spielte für  die Buffalo Bills, die San Francisco 49ers, die Cleveland Browns und die Washington Redskins in der National Football League (NFL).

## Frühe Jahre
Whitner ging auf eine Highschool in seiner Geburtsstadt Cleveland. Später ging er auf die Ohio State University.

## NFL

### Buffalo Bills
Whitner wurde im NFL Draft 2006 von den Buffalo Bills in der ersten Runde als achter Spieler ausgewählt. Bereits in seinem ersten Spiel für die Bills fing er seine erste Interception gegen Tom Brady. 2009 erzielte er seinen ersten Touchdown, nachdem er gegen die Tampa Bay Buccaneers eine Interception 76 Yards weit in die gegnerische Endzone zurücktrug.

### San Francisco 49ers
Whitner unterschrieb am 4. August 2010 einen Drei-Jahres-Vertrag bei den San Francisco 49ers, mit denen er 2012 die National Football Conference gewann. Sie scheiterten jedoch im Super Bowl XLVII gegen die Baltimore Ravens mit 34:31.

### Cleveland Browns
Am 11. März 2014 unterzeichnete Whitner einen Vier-Jahres-Vertrag bei den Cleveland Browns. Zwei Jahre später, am 2. April 2016, wurde er jedoch entlassen.

### Washington Redskins
Am 5. Oktober 2016 unterzeichnete Whitner einen Vertrag bei den Washington Redskins. Am 28. Dezember 2016 wurde er auf die Injury-Liste gesetzt.